# Home Nations Championship 1894
L'Home Nations Championship 1894 (in gallese Pencampwriaeth Rygbi'r Pedair Gwlad 1894) fu la 12ª edizione del torneo annuale di rugby tra le squadre nazionali di Galles, Inghilterra, Irlanda e Scozia.
Il Championship fu appannaggio dell'Irlanda, ultima delle quattro contendenti a iscrivere il suo nome nel palmarès della competizione: gli irlandesi corredarono la loro prima vittoria con la conquista della Triple Crown dopo aver battuto tutte e tre le loro avversarie, la più titolata delle quali, l'Inghilterra, fuori casa.
Il valore delle marcature, come stabilito dall’IRFB nel 1893, era: 3 punti per ciascuna meta (5 se trasformata), 3 punti per la realizzazione di ciascun calcio piazzato, 4 punti per la realizzazione di ciascun drop o mark.

## Nazionali partecipanti e sedi
| Squadra     | Città             | Impianto interno         |
| ----------- | ----------------- | ------------------------ |
| Galles      | Newport           | Rodney Parade            |
| Inghilterra | Birkenhead Londra | Upper Park Rectory Field |
| Irlanda     | Belfast           | Ballynafeigh             |
| Scozia      | Edimburgo         | Raeburn Place            |

## Risultati
| Arbitro: | James Smith |

|                                  |      |         |
| Bradshaw Lockwood Morfitt Taylor | mt   | Parfitt |
| Lockwood (3) Taylor              | tr   |         |
| Taylor                           | mark |         |

| Arbitro: | Edward Holmes |

|            |      |  |
| Fitzgerald | mt   |  |
| Fitzgerald | drop |  |

| Arbitro: | W.M. Douglas |

|          |      |          |
| Lockwood | mt   | J. Lytle |
| Taylor   | tr   |          |
|          | drop | Forrest  |

| Arbitro: | H.L. Ashmore |

|          |    |  |
| Wells    | mt |  |
| J. Lytle | tr |  |

| Arbitro: | R.D. Rainie |

|          |      |  |
| J. Lytle | c.p. |  |

| Arbitro: | William Wilkins |

|             |    |  |
| Boswell (2) | mt |  |

## Classifica
| Pos | Squadra     | G | V | N | P | PF | PS | DP  | Pt |
| --- | ----------- | - | - | - | - | -- | -- | --- | -- |
| 1   | Irlanda     | 3 | 3 | 0 | 0 | 15 | 5  | +10 | 6  |
| 2   | Inghilterra | 3 | 1 | 0 | 2 | 16 | 13 | +3  | 2  |
| 3   | Scozia      | 3 | 1 | 0 | 2 | 6  | 12 | −6  | 2  |
| 4   | Galles      | 3 | 1 | 0 | 2 | 10 | 27 | −17 | 2  |